# Grylloclonia punana
Grylloclonia punana är en insektsart som först beskrevs av Giglio-Tos 1910.  Grylloclonia punana ingår i släktet Grylloclonia och familjen Pseudophasmatidae. Inga underarter finns listade i Catalogue of Life.